# Miguel Pate
Miguel Pate (né le 13 juin 1979) est un athlète américain, spécialiste du saut en longueur. Il mesure 1,88 m pour 86 kg.

## Palmarès
- Bronze aux Championnats du monde en salle de 2003.

## Meilleures performances
- 100 m     10.50 	 	0.7 	2h4 	Atlanta GA	18 mai 2002
- 200 m  en salle 	21.41 	 	 	2r3 	Fayetteville AR	27 Jan 2001
- Hauteur :	2,13 m	 	1-HS 	Bâton-Rouge LA	14 Mar 1997
- Hauteur en salle :	2.18 	 	 	4 	Fayetteville AR	27 Feb 2000
- Longueur : 8,46 m A 	 	0.0 	1 	Mexico	3 May 2003
- en salle : 8,59 m	 	 	1 	NC	New York NY	1 Mar 2002
- Triple saut :	16.48 	 	1.5 	2 	Columbia SC	13 May 2001

- en 2007, second aux championnats américains à Indianapolis, 8,24 m le 22 juin.